# Sacquenville
Sacquenville és un municipi francès situat al departament de l'Eure i a la regió de Normandia. L'any 2007 tenia 964 habitants.

## Demografia

### Població
El 2007 la població de fet de Sacquenville era de 964 persones. Hi havia 330 famílies de les quals 49 eren unipersonals (9 homes vivint sols i 40 dones vivint soles), 79 parelles sense fills, 189 parelles amb fills i 13 famílies monoparentals amb fills.
La població ha evolucionat segons el següent gràfic:
Habitants censats

### Habitatges
El 2007 hi havia 345 habitatges, 333 eren l'habitatge principal de la família, 6 eren segones residències i 7 estaven desocupats. 341 eren cases i 2 eren apartaments. Dels 333 habitatges principals, 284 estaven ocupats pels seus propietaris, 46 estaven llogats i ocupats pels llogaters i 2 estaven cedits a títol gratuït; 8 tenien dues cambres, 31 en tenien tres, 86 en tenien quatre i 208 en tenien cinc o més. 270 habitatges disposaven pel capbaix d'una plaça de pàrquing. A 99 habitatges hi havia un automòbil i a 225 n'hi havia dos o més.

### Piràmide de població
La piràmide de població per edats i sexe el 2009 era:
| Homes | Edats   | Dones |
| ----- | ------- | ----- |
| 0     | 95 o +  | 0     |
| 0     | 90 a 94 | 0     |
| 0     | 85 a 89 | 8     |
| 0     | 80 a 84 | 0     |
| 0     | 75 a 79 | 4     |
| 8     | 70 a 74 | 8     |
| 16    | 65 a 69 | 8     |
| 12    | 60 a 64 | 0     |
| 12    | 55 a 59 | 20    |
| 28    | 50 a 54 | 24    |
| 28    | 45 a 49 | 16    |
| 24    | 40 a 44 | 32    |
| 40    | 35 a 39 | 52    |
| 40    | 30 a 34 | 36    |
| 24    | 25 a 29 | 24    |
| 16    | 20 a 24 | 12    |
| 40    | 15 a 19 | 28    |
| 36    | 10 a 14 | 20    |
| 44    | 5 a 9   | 48    |
| 16    | 0 a 4   | 48    |

## Economia
El 2007 la població en edat de treballar era de 651 persones, 522 eren actives i 129 eren inactives. De les 522 persones actives 490 estaven ocupades (254 homes i 236 dones) i 32 estaven aturades (18 homes i 14 dones). De les 129 persones inactives 43 estaven jubilades, 67 estaven estudiant i 19 estaven classificades com a «altres inactius».

### Ingressos
El 2009 a Sacquenville hi havia 374 unitats fiscals que integraven 1.128 persones, la mediana anual d'ingressos fiscals per persona era de 20.173 €.

### Activitats econòmiques
Dels 31 establiments que hi havia el 2007, 2 eren d'empreses alimentàries, 4 d'empreses de fabricació d'altres productes industrials, 9 d'empreses de construcció, 5 d'empreses de comerç i reparació d'automòbils, 1 d'una empresa de transport, 3 d'empreses d'hostatgeria i restauració, 1 d'una empresa d'informació i comunicació, 2 d'empreses financeres, 1 d'una entitat de l'administració pública i 3 d'empreses classificades com a «altres activitats de serveis».
Dels 9 establiments de servei als particulars que hi havia el 2009, 1 era un paleta, 1 guixaire pintor, 2 fusteries, 2 lampisteries, 1 perruqueria i 2 restaurants.
L'any 2000 a Sacquenville hi havia 12 explotacions agrícoles que ocupaven un total de 873 hectàrees.

## Equipaments sanitaris i escolars
El 2009 hi havia una escola elemental integrada dins d'un grup escolar amb les comunes properes formant una escola dispersa.

## Poblacions més properes
El següent diagrama mostra les poblacions més properes.